# Radim (kraj hradecki)
Radim – gmina w Czechach, w powiecie Jiczyn, w kraju hradeckim. Według danych z dnia 1 stycznia 2014 liczyła 411 mieszkańców.